# Paukenwirbel

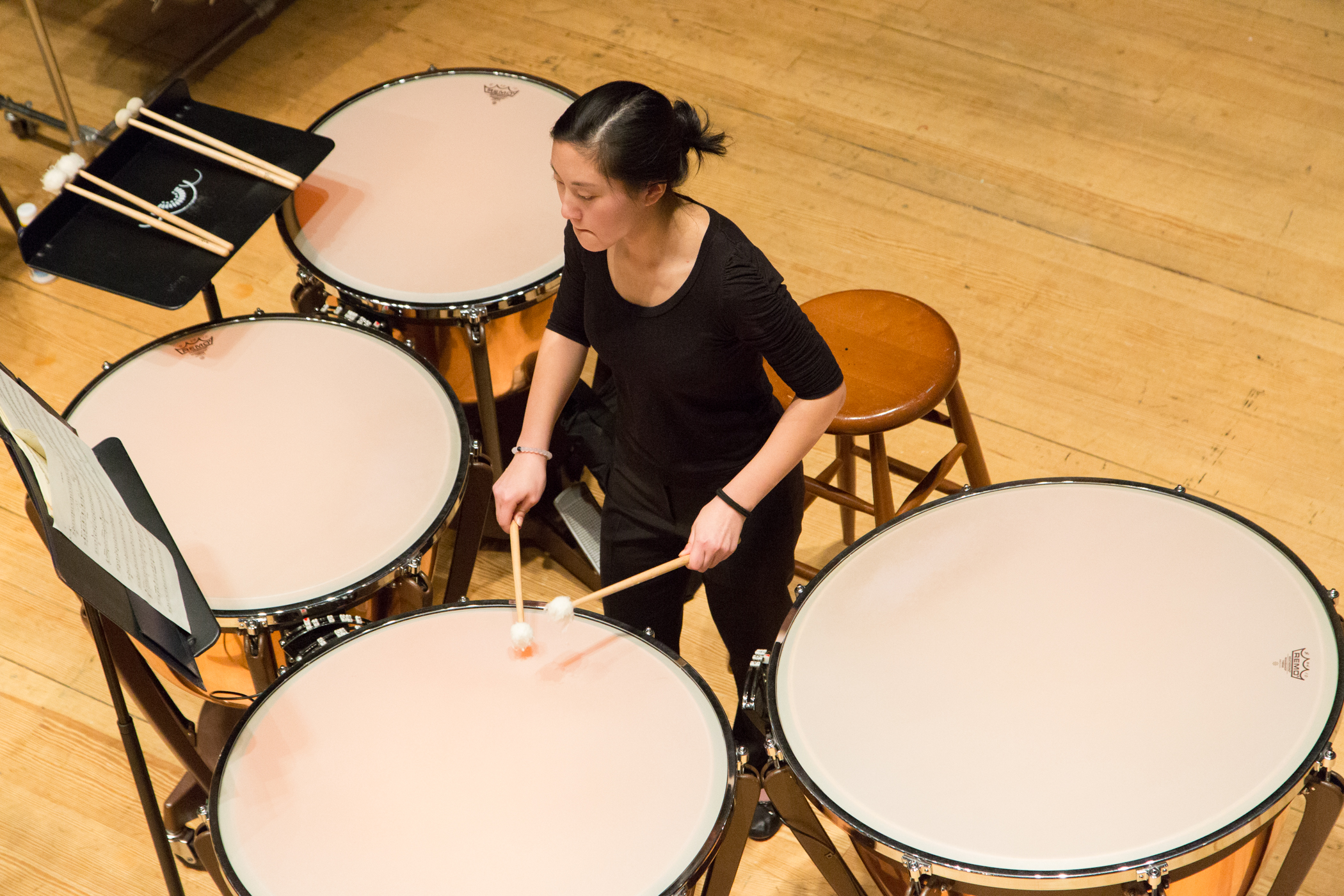
Paukenwirbel

Der Paukenwirbel ist eine Spieltechnik auf der Pauke. Der Wirbel auf diesem Instrument ist normalerweise ein Einzelschlagwirbel und wird oft vom Trommelwirbel unterschieden, der ein Doppelschlagwirbel ist.
Ein gleichmäßiger Paukenwirbel in allen dynamischen Varianten im ständigen Wechsel zwischen verschiedenen Instrumenten und mit perfekter Intonation erfordert jahrelange Übung. Die Paukisten im klassischen Sinfonieorchester (auch im sinfonischen Blasorchester) sind daher auf dieses Instrument spezialisiert und sehr oft nicht für das übrige Schlagwerk zuständig. 

## Notation

### Tonalität
Die Pauke ist im klassischen Sinfonieorchester das einzige Membranophon, für das bestimmte Tonhöhen notiert werden. Ein Paukenwirbel vor allem im Piano, wo der Geräuschanteil des Klangs gering ist, wird daher als Liegeton oder Orgelpunkt wahrgenommen und kompositorisch oft ähnlich behandelt wie das Tremolo der Streichinstrumente.

### Notenwerte
In aller Regel wird die Länge eines Paukenwirbels mit einem entsprechend langen Notenwert notiert. Dass ein Wirbel zu spielen ist, geht dann aus der Bezeichnung Triller oder Tremolo hervor. Die Notation als Tremolo hat den Vorteil, dass die Geschwindigkeit der Einzelschläge zumindest annähernd vorgeschrieben werden kann. Ähnlich wie beim Tremolo der übrigen Orchesterinstrumente kann ein solches Tremolo je nach Stilistik der Musik und der Interpretation streng im Rhythmus oder ‚so schnell wie möglich‘ ausgeführt werden. 
Um die Unsicherheit dieser Abbreviatur zu vermeiden, können für den Wirbel auch Einzelschläge in Achtel-, Sechzehntel- oder Zweiunddreißigstelnoten notiert sein. Vor allem mit weichen Schlägeln werden sie in schnellerer Folge als Wirbel wahrgenommen.

## Spieltechnik
Der Paukenwirbel in der sinfonischen Musik des späteren 19. und früheren 20. Jahrhunderts wird als gleichmäßiger, rhythmisch unbestimmter Einzelschlagwirbel (beidhändiges abwechselndes Schlagen) mit weichen Schlägeln ausgeführt. Dies entspricht noch heute der gängigen Vorstellung vom Paukenwirbel. Die mögliche Schnelligkeit der Schläge hängt von den Fähigkeiten des Spielers ab. Die Maximalgeschwindigkeit muss allerdings an die Fellspannung angepasst werden, damit die Schläge sich nicht gegenseitig dämpfen. Das straff gespannte Fell bei einem hohen Ton auf einer kleinen Pauke schwingt leichter als das weniger stark gespannte bei einem tiefen Ton auf einer großen. 
Im 17./18. Jahrhundert gibt es hingegen als Verzierung einer vorgegebenen Notation zahlreiche Varianten, die der Interpretation des Musikers überlassen sind und oft ihre Entsprechung in der Spielweise der Trompeten haben. Daher wurden schnell repetierte Schläge auf der Pauke „Zungen“ genannt. Auch der später seltene Wirbel auf zwei Pauken in der Art von Brillenbässen gehörte in jener Zeit zu den verbreiteten Spielmanieren. Weil harte Schlägel verwendet wurden und die Instrumente kleiner waren, ließen sich die Einzeltöne leichter unterscheiden als bei der Pauke in der romantischen Musik. 
In der Neuen Musik des 20. Jahrhunderts sind diffus wahrgenommene Paukenwirbel selten. Die Spielweise wird meist exakt notiert, und oft auch die zu verwendenden Schlägel werden vorgegeben. In der neueren Musik wird auch der Doppelschlagwirbel gelegentlich vorgeschrieben.
Optisch eindrücklich für das Publikum und dem Wirbel verwandt ist der Kreuzschlag: Nach zwei Schlägen in schneller Folge wird auf die benachbarte Pauke gewechselt, auf der ebenfalls zwei Schläge ausgeführt werden, was beliebig wiederholt werden kann. Dies wird durch Kreuzen der Arme ermöglicht. Eine solche Stelle findet sich etwa im zweiten Finale von Beethovens Oper Fidelio (1814).

## Verwendung
Manche Orchesterwerke sind für ihre Paukenwirbel bekannt wie die 103. Sinfonie (1795) oder die Missa in tempore belli (1796) von Joseph Haydn. Hector Berlioz ließ im Satz Tuba mirum seines Requiems (1837) vierstimmige Akkorde mit Paukenwirbeln spielen und schrieb für die Ausführung Schwammschlägel vor. Richard Wagners Oper Siegfried (1876) beginnt mit einem fast unhörbaren dumpfen Paukenwirbel auf dem damals tiefsten für die Pauke notierten Ton F. 
Im Fortissimo vergrößert der Paukenwirbel den Dynamikumfang des Orchesters erheblich, was die Tonaufnahmetechnik oft vor besondere Aufgaben stellt. Vor allem der untergründige, perfekt homogene Paukenwirbel trägt wesentlich zum Glanz und zur Klangkultur eines Sinfonieorchesters bei. Als Tonmalerei steht der Paukenwirbel häufig für Donnergrollen oder unheimliche Vorahnungen. Er ist etwa in der Filmmusik kaum wegzudenken, gehört aber auch zu den oft geschmähten Klischees der westlichen klassischen Musik, zumal er heute als Sample in zahlreichen Varianten verfügbar ist.